# Bill Slater
Pour les articles homonymes, voir Slater.
William John Slater, dit Bill Slater, né le 29 avril 1927 à Clitheroe (Angleterre) et mort le 18 décembre 2018, est un footballeur anglais, qui évoluait au poste de défenseur ou attaquant de soutien à Wolverhampton Wanderers et en équipe d'Angleterre.
Slater n'a marqué aucun but lors de ses douze sélections avec l'équipe d'Angleterre entre 1954 et 1960.

## Carrière
- 1949-1951 : Blackpool
- 1951-1952 : Brentford
- 1952-1963 : Wolverhampton Wanderers
- 1963-1964 : Brentford

## Palmarès

### En équipe nationale
- 12 sélections et 0 but avec l'équipe d'Angleterre entre 1954 et 1960.

### Avec Blackpool
- Finaliste de la Coupe d'Angleterre de football en 1951.

### Avec Wolverhampton Wanderers
- Vainqueur du Championnat d'Angleterre de football en 1954, 1958 et 1959.
- Vainqueur de la Coupe d'Angleterre de football en 1960.